# Vuelta a Colombia 2000
La 50.ª edición de la Vuelta a Colombia (patrocinada como: Vuelta a Colombia 50 años "Empresas Públicas de Medellín") tuvo lugar entre el 11 y el 26 de junio de 2000. El antioqueño Héctor Iván Palacio del equipo 05 Orbitel se coronó campeón con un tiempo de 58 h, 51 min y 53 s.

## Equipos participantes
| Equipo                                     | Categoría  |
| ------------------------------------------ | ---------- |
| 05 Orbitel                                 | Aficionado |
| Aguardiente Antioqueño-Lotería de Medellín | Aficionado |
| Aguardiente Cristal-Chec                   | Aficionado |
| Aguardiente Néctar-Selle-Águila Roja       | Aficionado |
| Ciclistas de Jesucristo                    | Aficionado |
| Club Cicloases                             | Aficionado |
| Lotería de Boyacá                          | Aficionado |
| Mixto Antioquia                            | Aficionado |
| Mixto Federación–Tolima-Huila              | Aficionado |
| Panamericanos Bucaramanga 2000             | Aficionado |
| Ron Boyacá-Esmopar-Alcaldías Norte Boyacá  | Aficionado |
| Selección de Cuba                          | Aficionado |
| Selección de Ecuador                       | Aficionado |
| Selle Italia-Néctar                        | Aficionado |

## Etapas
| Etapa      | Fecha       | Recorrido                  | Distancia (km) | Ganador             | Líder               |
| ---------- | ----------- | -------------------------- | -------------- | ------------------- | ------------------- |
| 1.ª etapa  | 11 de junio | Circuito en Cartagena      | 108            | Andris Naudužs      | Andris Naudužs      |
| 2.ª etapa  | 12 de junio | Cartagena - Barranquilla   | 141,9          | Andris Naudužs      | Andris Naudužs      |
| 3.ª etapa  | 13 de junio | Puerto Giraldo - Sincelejo | 174,9          | Andris Naudužs      | Andris Naudužs      |
| 4.ª etapa  | 14 de junio | Sincelejo - Montería       | 121,1          | Andris Naudužs      | Andris Naudužs      |
| 5.ª etapa  | 15 de junio | Caucasia - Yarumal         | 164            | Héctor Iván Palacio | Héctor Iván Palacio |
| 6.ª etapa  | 16 de junio | Yarumal - Medellín         | 136,2          | Raúl Montaña        | Héctor Iván Palacio |
| 7.ª etapa  | 17 de junio | Medellín                   | 25,2 (CRI)     | Marlon Pérez        | Héctor Iván Palacio |
| 8.ª etapa  | 18 de junio | Vuelta a Oriente           | 152,9          | Jair Bernal         | Héctor Iván Palacio |
| 9.ª etapa  | 19 de junio | Caldas - Manizales         | 196            | Jairo Pérez         | Héctor Iván Palacio |
| 10.ª etapa | 20 de junio | Cartago - Cali             | 184,6          | John Freddy García  | Héctor Iván Palacio |
| 11.ª etapa | 21 de junio | Palmira - Pereira          | 222            | Eliécer Valdéz      | Héctor Iván Palacio |
| 12.ª etapa | 22 de junio | Pereira - Ibagué           | 125            | Élder Herrera       | Héctor Iván Palacio |
| 13.ª etapa | 23 de junio | Ibagué - Soacha            | 181            | Rúber Albeiro Marín | Héctor Iván Palacio |
| 14.ª etapa | 24 de junio | Chía - Villa de Leyva      | 157,2          | Jairo Pérez         | Héctor Iván Palacio |
| 15.ª etapa | 25 de junio | Villa de Leyva - Tunja     | 36,6 (CRI)     | Raúl Montaña        | Héctor Iván Palacio |
| 16.ª etapa | 26 de junio | Paipa - Bogotá             | 184,2          | Yosvani Falcón      | Héctor Iván Palacio |

## Clasificaciones finales
Las clasificaciones finalizaron de la siguiente forma:

### Clasificación general
| Clasificación general |                     |                                            |                  |
| Ciclista              | Ciclista            | Equipo                                     | Tiempo           |
| --------------------- | ------------------- | ------------------------------------------ | ---------------- |
| 1.º                   | Héctor Iván Palacio | 05 Orbitel                                 | 58 h 51 min 53 s |
| 2.º                   | Élder Herrera       | 05 Orbitel                                 | + 2 s            |
| 3.º                   | Héctor Castaño      | 05 Orbitel                                 | + 1 min 37 s     |
| 4.º                   | Dubán Ramírez       | 05 Orbitel                                 | + 4 min 45 s     |
| 5.º                   | Jair Bernal         | Lotería de Boyacá                          | + 7 min 29 s     |
| 6.º                   | Alexis Rojas        | Aguardiente Cristal                        | + 7 min 48 s     |
| 7.º                   | Uberlino Mesa       | Lotería de Boyacá                          | + 8 min 47 s     |
| 8.º                   | Julio César Aguirre | 05 Orbitel                                 | + 9 min 56 s     |
| 9.º                   | Federico Muñoz      | Ciclistas de Jesucristo                    | + 11 min 08 s    |
| 10.º                  | Germán Ospina       | Aguardiente Antioqueño-Lotería de Medellín | + 13 min 18 s    |

### Clasificación de la montaña
| Clasificación de la montaña |                    |                                |        |
| Ciclista                    | Ciclista           | Equipo                         | Puntos |
| --------------------------- | ------------------ | ------------------------------ | ------ |
| 1.º                         | Raúl Montaña       | Aguardiente Néctar-Águila Roja | 88     |
| 2.º                         | José Sarmiento     | Lotería de Boyacá              | 71     |
| 3.º                         | Álvaro Sierra Peña | Lotería de Boyacá              | 55     |

### Clasificación de las metas volantes
| Clasificación de las metas volantes |                   |                                |        |
| Ciclista                            | Ciclista          | Equipo                         | Puntos |
| ----------------------------------- | ----------------- | ------------------------------ | ------ |
| 1.º                                 | Alexander Clavero | Selección de Cuba              | 32     |
| 2.º                                 | Jairo Pérez       | Aguardiente Néctar-Águila Roja | 26     |
| 3.º                                 | José Sarmiento    | Lotería de Boyacá              | 25     |

### Clasificación de la combinada
| Clasificación de la combinada |                    |                                |        |
| Ciclista                      | Ciclista           | Equipo                         | Puntos |
| ----------------------------- | ------------------ | ------------------------------ | ------ |
| 1.º                           | Raúl Montaña       | Aguardiente Néctar-Águila Roja | 34     |
| 2.º                           | José Rojas         | Aguardiente Cristal-Chec       | ND     |
| 3.º                           | Álvaro Sierra Peña | Lotería de Boyacá              | ND     |

### Clasificación de la regularidad
| Clasificación de la regularidad |                     |                                      |        |
| Ciclista                        | Ciclista            | Equipo                               | Puntos |
| ------------------------------- | ------------------- | ------------------------------------ | ------ |
| 1.º                             | Raúl Montaña        | Aguardiente Néctar-Selle-Águila Roja | 150    |
| 2.º                             | John Freddy García  | Aguardiente Cristal-Chec             | ND     |
| 3.º                             | Rúber Albeiro Marín | Selle Italia-Néctar                  | ND     |

### Clasificación por equipos
| Clasificación por equipos |                                      |        |
| Equipo                    | Equipo                               | Tiempo |
| ------------------------- | ------------------------------------ | ------ |
| 1.º                       | 05 Orbitel                           | ND     |
| 2.º                       | Lotería de Boyacá                    | ND     |
| 3.º                       | Aguardiente Néctar-Selle-Águila Roja | ND     |